# Jacob Fosie
Jacob Fosie, född 1679 i Köpenhamn, död den 1 december 1763, var en dansk tecknare, akvarellmålare och grafiker, far till Johanne Marie Fosie.
Fosie, som tillhörde en från England invandrad släkt, var elev till Hinrich Krock. Han förfärdigade vackra landskapsbilder i vattenfärger, mest med holländska mästare som förebild, använde flitigt etsarnålen, var teckningslärare for sjökadetterna och utbildade flera av desse sina elever: Norden, Willars och Grønvold till duktiga konstnärer. Han höll utan ekonomisk ersättning tecknarskola for obemedlade.
Fosie var själv en välbärgad man; han sysslade flitigt med mekanik och språkvetenskap, var en följd av år organist vid Holmens Kirke och som sådan utan tvivel en habil musiker, trots att det bestämt uppges, att han inte utövade musiken utom på söndagen, och att det i hans eget hus aldrig rördes något musikinstrument.
Fosie var medlem av den äldsta danska konstnärssocieteten eller -akademin (1701) och av konstakademin i Florens, men hade för övrigt näppeligen varit utanför Danmarks gränser. Detta till trots var han hemma i alla de stora kulturspråken och i latinet, besatt ett stort och gott bibliotek och var högt ansedd för sin mångsidiga bildning.